# ストリートアカデミー
ストリートアカデミー株式会社は、東京都渋谷区に本社を置く企業。

## 沿革
- 2012年（平成24年）7月 - 株式会社IntheStreetを設立。
- 2013年（平成25年）8月 - 社名をストリートアカデミー株式会社に変更。
- 2014年（平成26年）1月 - 本社を新宿区西新宿2丁目に移転。
- 2015年（平成27年）3月 - 本社を文京区小石川1丁目に移転。
- 2017年（平成29年）1月 - サービス名称を「ストリートアカデミー」から「ストアカ」に変更。
- 2018年（平成30年）6月 - 本社を渋谷区広尾1丁目に移転。